# Pepparporella
Pepparporella (Porella arboris-vitae) är en levermossart som först beskrevs av William Withering, och fick sitt nu gällande namn av Riclef Grolle. Pepparporella ingår i släktet porellor, och familjen Porellaceae. Enligt den svenska rödlistan är arten starkt hotad i Sverige. Arten förekommer i Götaland. Artens livsmiljö är skogslandskap.